# قلعة حمزة (المستراح)
 قلعة حمزة (المستراح)، هي إحدى القلاع الأثرية الصغيرة المنتشرة في المدينة المنورة، وقد بنيت لهدف حربي من قبل الدولة العثمانية أثناء الثورة العربية الكبرى في الحجاز.

## نبذة مختصرة
تم بناء القلعة بين عامي 1336–1337 هـ (1917–1918م) على يد محافظ المدينة المنورة في ذلك الوقت فخري باشا ضمن مجموعة من القلاع التي بنيت خلال فترة الحصار الهاشمي على المدينة المنورة في زمن السلطان العثماني محمد الخامس.
تعد قلعة حمزة (المستراح) إحدى القلاع الواقعة شمالي المدينة المنورة، وقد بنيت من أجل حراسة الجهة الشمالية، وتختلف عن بقية قلاع المدينة المنورة في تصميمها بأنها صممت على نمط المباني السكنية التقليدية، ويضاف إلى ذلك أنها لا تحتوي إلا على فتحات قليلة انتشرت غالبًا، واستخدمت الفتحات كمنفذ للرماية وإطلاق القذائف حال ظهور الخطر على اقلعة أو الأماكن المجاورة لها. وقد بنيت هذه القلعة من الحجر كمثيلاتها من القلاع، وغطيت جدرانها من الخارج بطبقة من الطين المطلي باللون الأبيض.

## موقع القلعة
تقع القلعة في شمال المدينة المنورة بالقرب من قبر سيد الشهداء -رضي الله عنه- إذ تبعد عنه مسافة ألف ومئتين وخمسين متراً تقريباً، كما تبعد هذه القلعة عن طريق سيد الشهداء الرئيسي سبعة عشر متراً ونصف المتر، كما تقع مجاورة لمسجد المستراح من الجهة الغربية وتبعد عنه في أقرب نقطة بمقدار متر وستة وستين سنتمراً. ويمكن مشاهدة هذه القلعة على يمين السالك لشارع سيد الشهداء قاصداً جبل أحد بعد مجاوزة قبة الشيخين امعروفة بقبة الدرع.
وتنحصر هذه القلعة رأسياً بين الإحداثيين رقم 561900 ورقم 562000 في حين تنحصر بين الإحداثيين الأفقيين رقم 27008900 ورقم 27009000".

## الوصف العام
يأتي المسقط الأفقي للقلعة على شكل مربع يبلغ طول ضلعه 16 متر تقريبًا، بنيت القلعة من الحجر الأسود المغطى بطبقة من الطين والحصى والمطلي باللون الأبيض.
```
يوجد للقلعة مدخل واحد يقع في وسط الواجهة الجنوبية، ويتقدم المدخل مظلة صغيرة بارزة إلى الخارج بمقدار 
متر وخمسين سم ويبلغ عرضها 4 متر، ويغطي سقف المظلة عوارض من خشب السدر ترتكز عليها طبقة من الجريد والخوص المغطية من الأعلى بطبقة من الطين.
```

تحتوي الواجهة الجنوبية (واجهة المدخل الرئيسي) على 17 فتحة على ارتفاع ما يقارب المتر و30 سم من منسوب أرضية القلعة الداخلية، وقد استخدمت هذه الفتحات لإطلاق الرصاص عند حدوث اعتداء خارجي للقلعة.
وتنتهي الواجهة الجنوبية من الأعلى بعرائس مبنية من الحجارة على شكل أنصاف دوائر تحيط بكل سقيفة الواجهة. أما الواجهات الشرقية والشمالية والغربية فهي عبارة عن حيطان مصمتة بشكل كلي تحاط من الأعلى بعرائس مماثلة لعرائس سقيفة الواجهة الجنوبية، كما تتوزع في أنحاء مختلفة من الواجهات الثلاثة أيضًا بعض الفتحات الصغيرة لإطلاق الرصاص.
ومما يلاحظ في بناء اقلعة وجود فتحات مربعة تقع في أعلى الحائط الشمالي؛ وتستخدم من أجل إنارة وتهوية الغرفة المستطيلة التي تقع في صدارة القلعة. إلى جانب وجود مجموعة من المزاريب المجوفة المصنوعة من جذوع النخيل لتصريف المياه من سطح القلعة.

## مصير القلعة
نظرًا لأن القلعة أصبح يحيط بها العديد من العمارات والمباني السكنية، ومحلات الحدادة والنجارة، فقد أصبحت مكان تجمع فيه المخلفات وأدى ذلك إلى طمس الأجزاء الداخلية من القلعة، وتمت إزالة القلعة بالكامل عند تجديد وتوسعة عمارة مسجد المستراح من الجهة الشرقية عام 1413 هـ / 1993م.